# Fujisawa Rikitarō
Fujisawa Rikitarō (jap. 藤沢 利喜太郎; Província de Sado (atualmente província de Niigata) 12 de outubro de 1861 – 23 de dezembro de 1933) foi um matemático japonês.
Obteve um doutorado em 1886 na Universidade de Estrasburgo, orientado por Elwin Bruno Christoffel.
Em 1900 foi palestrante convidado do Congresso Internacional de Matemáticos em Paris (Note on the mathematics of the old Japanese school).